# 慢性疼痛
慢性疼痛（まんせいとうつう、英: chronic pain）は、「急性疾患の通常の経過あるいは創傷の治癒に要する妥当な時間を超えて持続する痛み」と定義されている。ここで相当な時間としては、3ヶ月、または、6ヶ月が挙げられている。慢性痛とも呼ばれる。ただし、癌性疼痛は除くことがある。反対の概念は急性疼痛である。
患者が痛みを感じると訴える部分の組織を検査しても炎症など明確な異常が見られず、精神的要因や社会生活が影響していると考えられるケースもある。投薬で治らず、痛みを感じることが精神的な負担となって痛みへさらに過敏になる悪循環に陥ることもあり、深刻なクオリティ・オブ・ライフ（QOL）低下をもたらす。
プライマリ・ケア受診者の20-50%の訴えは、慢性痛である。日本では慢性疼痛を訴える人が約2300万人いると推計されている。
2010年には国際疼痛学会（en:International Association for the Study of Pain、IASP）により、患者が痛みに対する適切な診療を受けることは基本的人権であるとする『モントリオール宣言』が採択された。

## 急性疼痛と慢性疼痛の違い
|              | 急性疼痛                                   | 慢性疼痛                                                     |
| ------------ | ------------------------------------------ | ------------------------------------------------------------ |
| 原因         | 存在する                                   | 存在するか回復している                                       |
| 身体所見     | 炎症や損傷など                             | ないことが多い                                               |
| 感情の変化   | あまり関係がない                           | 深く関連している                                             |
| 症状         | 心拍数の増加、血圧の上昇、不安、苦痛な表情 | 疲労睡眠障害、食欲減退、味覚減退、抑うつ状態、怒りやすいなど |
| 痛みの感じ方 | 正常                                       | 増強または普段感じない刺激を痛みに感じる                     |
| 治療         | 消炎鎮痛薬が有効                           | 消炎鎮痛薬が無効なことが多い                                 |

## 慢性化の機序
慢性疼痛の始まりは外傷などに伴う急性疼痛であることが多い。急性疼痛から慢性疼痛に移行しても、末梢組織に引き起こされた病態が脳で経験する痛みへと関与する。
末梢組織が傷害されると、サイトカインやサブスタンスP（SP）といった神経ペプチドの活性化により傷害部が腫れる。炎症状態が形成され、肉芽が形成されることもある。回復に伴い、傷害組織で線維芽細胞などが活性化し、線維化や瘢痕化する。瘢痕組織が痛みの発生・維持に関わっている。

## 分類

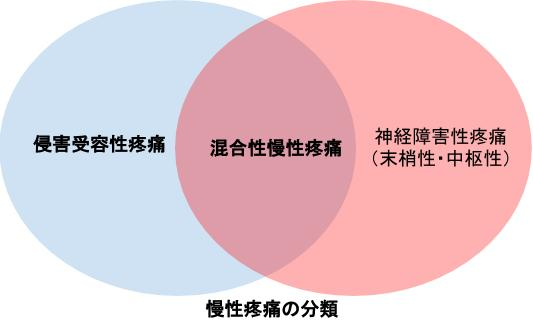
慢性疼痛の分類

慢性疼痛の1つの分類としては以下のようになる。
1. 長期間にわたり侵害刺激が加わり続ける侵害受容性疼痛
2. 初期の神経障害が消失した後に長期間持続する神経障害性疼痛（末梢性・中枢性）
3. 侵害受容性疼痛と神経障害性疼痛が混在する混合性慢性疼痛
4. 痛みの原因となる組織病変が存在しない自発性慢性疼痛
5. 心因性疼痛

但し、5の心因性疼痛については批判があり、日本においてこの疾患概念が普及していることが、日本で線維筋痛症の誤診を増す要因の1つと言われている。

## 管理
リウマチの慢性疼痛の場合、その原因は侵害受容性疼痛または混合性慢性疼痛である。これらに対しては、非ステロイド性抗炎症薬（NSAIDs）が有効であるのに対して、神経障害性疼痛では無効であるため、神経障害性疼痛に対してはプレガバリンといった薬剤が用いられる。

### セルフケア
慢性疼痛に対してはセルフケアが重要であるとされ、エビデンスレベルと推奨度がまとめられた。
|                                                  | エビデンスレベル | 推奨度 |
| ------------------------------------------------ | ---------------- | ------ |
| 運動（有酸素運動、ストレッチ、筋肉トレーニング） | Ⅰ                | B      |
| 考え方（認知行動療法、瞑想、マインドフルネス）   | Ⅰ                | B      |
| ヨガ                                             | Ⅰ                | B      |
| 痛みへの理解                                     | Ⅱa               | B      |
| マッサージ                                       | （Ⅱa）           | C      |
| 食事                                             | （Ⅱa）           | C      |
| 温熱ケア                                         | Ⅱa               | C      |
| 音楽                                             | Ⅱa               | C      |
| アロマセラピー                                   | （Ⅱb）           | C      |
| アニマルセラピー                                 | Ⅱb               | C      |
| 温泉（スパ）                                     | Ⅰ                | B      |